# تادانو
تادانو المحدودة، هي شركة تأسست عام 1948، وهي واحدة من أكبر الشركات المُصنّعة للرافعات الهيدروليكية في العالم في وقتنا هذا. ويضم خط إنتاج هذه الشركة مجموعة متنوعة من المنتجات؛ كالرافعات الخاصة بالأراضي الوعرة والأراضي الزراعية، والشاحنات الرافعة، والرافعات الحاملة للشاحنات، ومنصات الرفع، وغيرها من المنتجات والمعدات المماثلة. وفضلاً عن احتلالها منزلة رائدة في تكنولوجيا الرافعات، تتمتع تادانو بسمعة قوية أيضاً بفضل خدماتها وجودة ومتانة منتجاتها المنتشرة في أكثر من تسعين دولة حول العالم.
ومنذ أن قدّمت تادانو أول رافعة هيدروليكية في اليابان في عام 1955، استمرت الشركة في استكشاف أبعادٍ أوسع للتقنيات الهيدروليكية والالكتروميكانيكية بغية توسيع أسطولها. واليوم، تفخر تادانو بانتشار رافعاتها في المدن وفي الأراضي الريفية النائية على حد سواء، حيث تعمل هذه الرافعات بكفاءة وقوة عاليتين في كل من المشاريع الحضرية التطويرية وفي مواقع البناء في المناطق القروية النائية. وتؤدي الرافعات، في أي مكان يتم استخدامها به، مهام وعمليات متنوعة من الرفع والنقل والصيانة والإصلاح، مقدمةً بذلك أدوات أساسية لكافة الصناعات حول العالم.

## وقف الصادرات إلى إيران
أوقفت شركة تادانو تصديرها إلى إيران، وذلك لاستخدام إيران لتنفيذ حكم الإعدام بحق الأشخاص عن طريق قتلهم بالرافعات.

## وصلات خارجية
- TADANO Ltd. (باليابانية)
- TADANO Group global portal نسخة محفوظة 5 فبراير 2014 على موقع واي باك مشين. (بالإنجليزية)
- TADANO FAUN GmbH (بالإنجليزية)
- TADANO America Corp. نسخة محفوظة 6 أغسطس 2020 على موقع واي باك مشين. (بالإنجليزية)
- TADANO (Beijing) Ltd. (بالصينية)(بالإنجليزية)
- Worldwide Network of TADANO Group نسخة محفوظة 19 نوفمبر 2013 على موقع واي باك مشين.
- Article on RitchieWiki
- Member of JCEMA